# Філіпп Целлер
Філіпп Целлер  (нім. Philipp Zeller, 23 березня 1983) — німецький хокеїст на траві, олімпійський чемпіон. Брат Крістофера Целлера.

## Виступи на Олімпіадах
| Олімпіада   | Дисципліна     | Місце |
| ----------- | -------------- | ----- |
| Пекін 2008  | хокей на траві | 1     |
| Лондон 2012 | хокей на траві | 1     |